# Przewodnictwo domieszkowe
Przewodnictwo domieszkowe – rodzaj niesamoistnego przewodnictwa elektrycznego w półprzewodnikach wywołanego wprowadzeniem do sieci krystalicznej atomów obcych pierwiastków. W zależności od wartościowości pierwiastka domieszkowego można uzyskać przewodnictwo typu n lub p.